# Cycas multipinnata
Cycas multipinnata är en kärlväxtart som beskrevs av C.J. Chen och S.Y. Yang. Cycas multipinnata ingår i släktet Cycas, och familjen Cycadaceae. IUCN kategoriserar arten globalt som starkt hotad. Inga underarter finns listade i Catalogue of Life.

## Bildgalleri

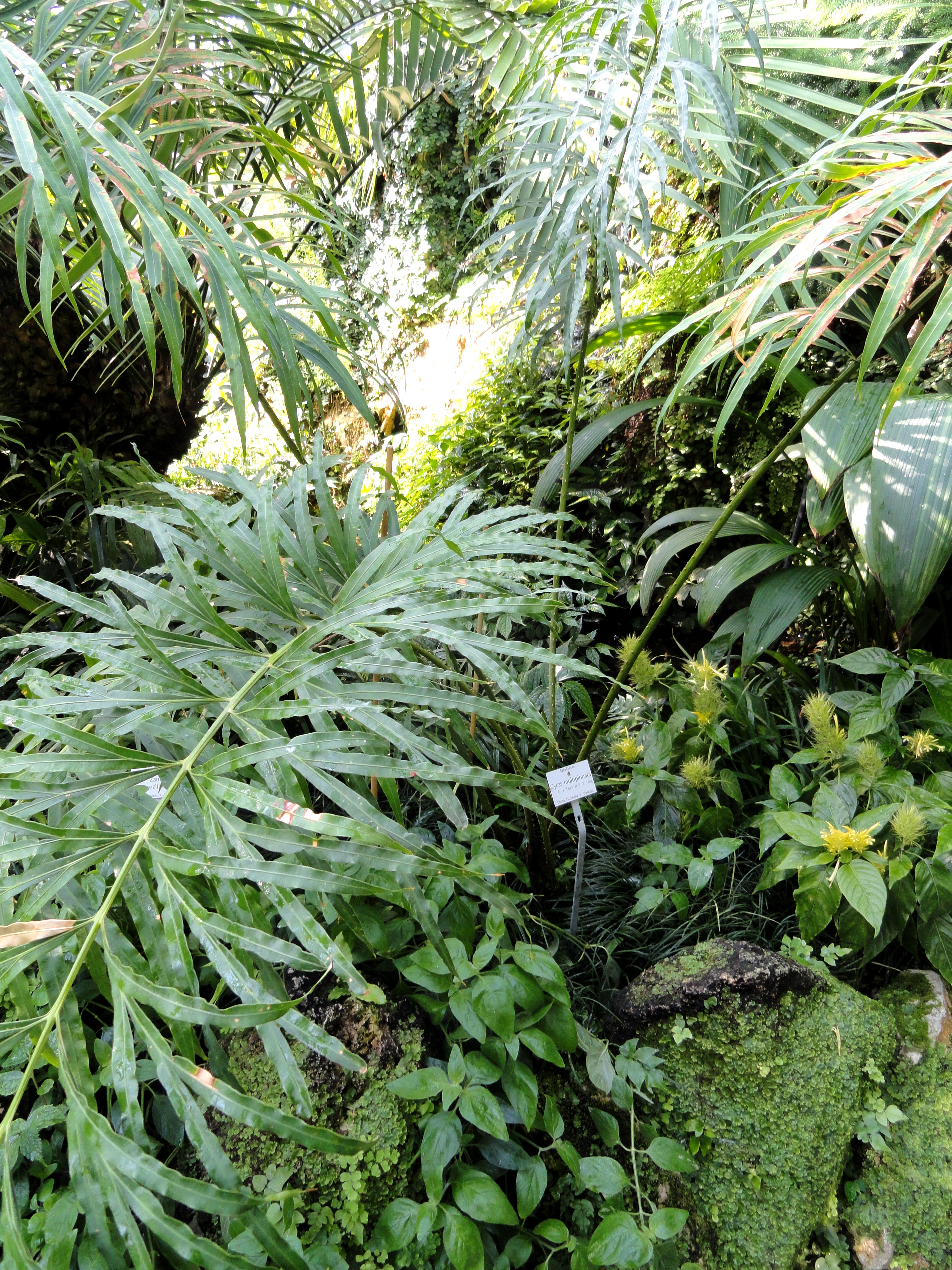
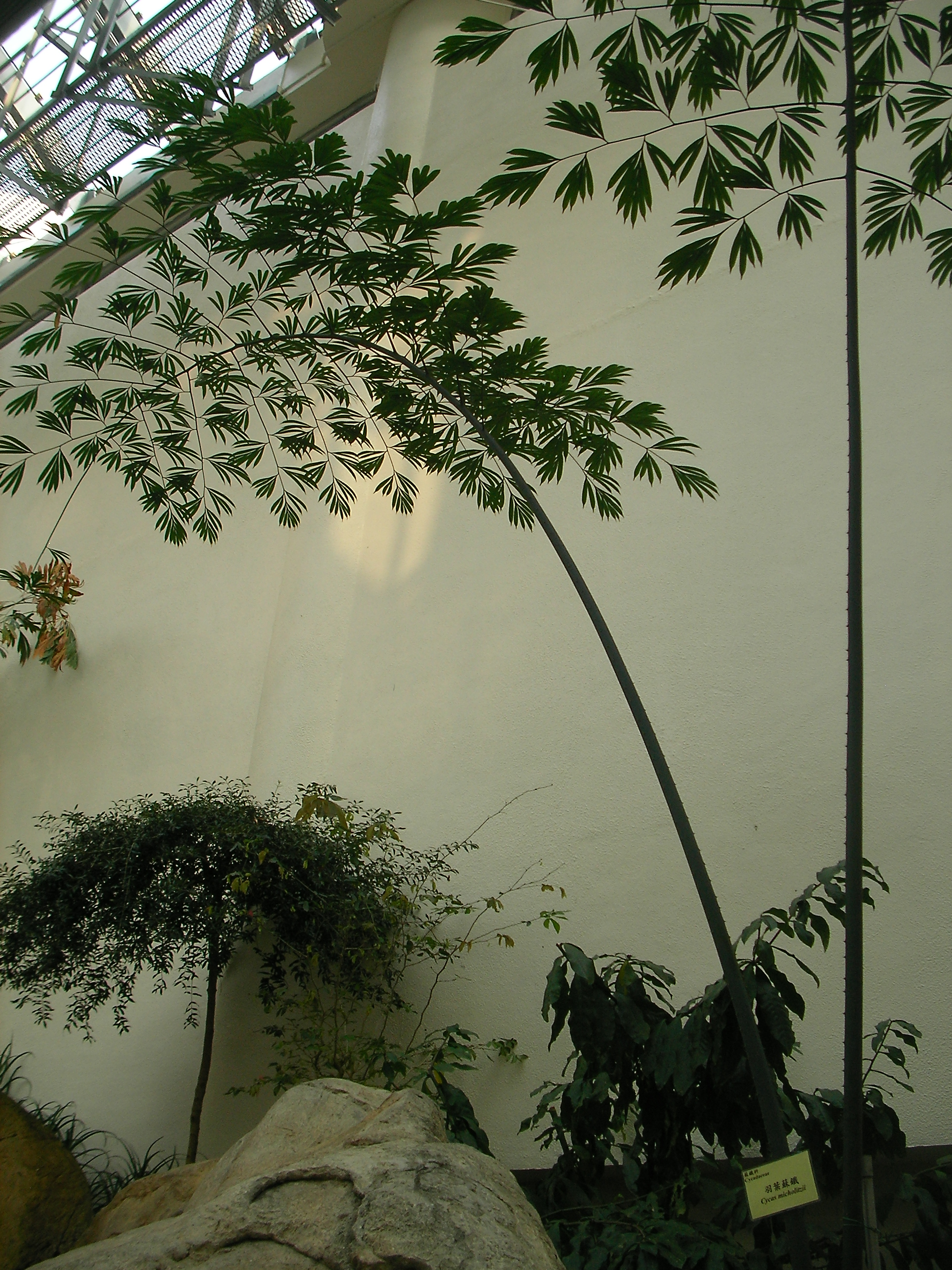